# حمى برعمية
الحُمَّى البُرْعُمِيَّة (بالإنجليزية: Boutonneuse fever)‏ هي حمى ناتجة عن عدوى ريكسيتية تسببها بكتيريا الرِّيكِتْسِيَّةُ الكُونُورِيَّة (جرثومة طفيلية مرضيةِ) وينتقل عن طريق قُراد مِرْوَحِيَّةُ الرَّأْسِ الدَّمَوِيَّة. يمكن رؤية الحمى البرعمية في العديد من الأماكن حول العالم، على الرغم من أنها مستوطنة في البلدان المحيطة بالبحر الأبيض المتوسط. تم وصف هذا المرض لأول مرة في تونس في عام 1910 من قبل كونور وبروخ.

## العلامات والأعراض

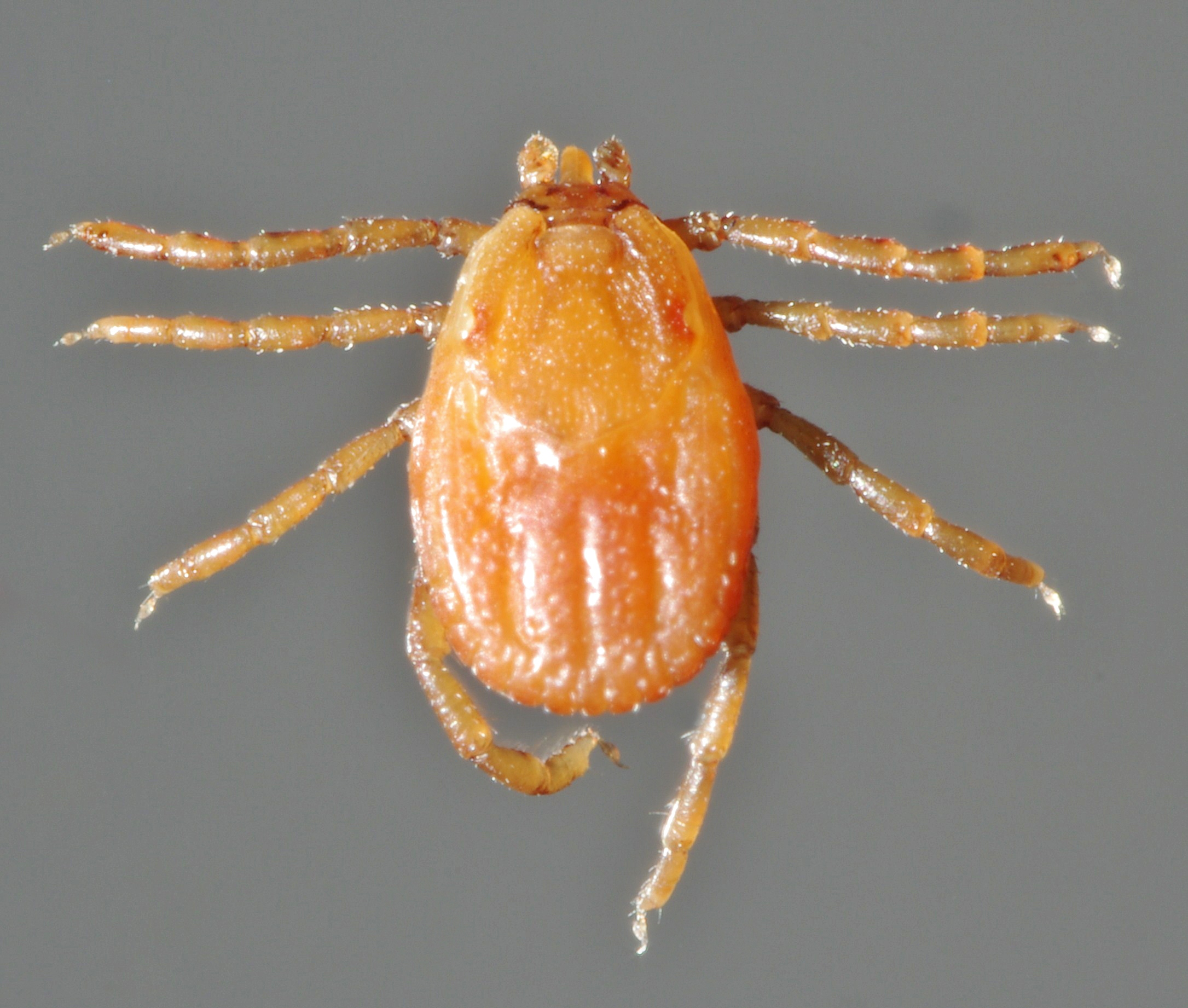
عينة من القراد

بعد فترة حضانة حوالي سبعة أيام، يظهر المرض فجأة مع القشعريرة والحُمَّى العالية وآلام في العضلات والمفاصل والصداع الشديد ورهاب الضوء. موقع اللدغة تشكل قشرة سوداء مسامية (بقعة سوداء). في حوالي اليوم الرابع من المرض، يظهر طفح جلدي واسع الانتشار، أول ظهور للبقع هي الصفراء ثم الطفح البقعي الحطاطي وأحيانًا ما تكون نخرًا.

## التشخيص
يعتمد التشخيص أساسًا على الأعراض السريرية، والبيانات الوبائية، وتستخدم تقنيات الزراعة والاختبارات المصلية لتأكيد التشخيص.

### الاختبارات العامة
- تعداد الدم الكامل: يظهر فقر دم سوي الصباغ تفريقي؛ ونقص في الكريات البيض ونقص في اللمفاويات؛ وقلة في الصفيحات.
- الكرياتينين: ترتفع المستويات (عند 29.7% من المرضى).
- اختبارات وظائف الكبد: ترتفع الأنزيمات الكبدية (عند 60.5-64.8% من المرضى).
- تحليل البول: بيلة دموية (35.9% من المرضى) وبيلة بروتينية (56.4% من المرضى).
- الفيبرينوجين: تزداد مستتوياته في الطور الحاد.
- فيبيرينوأكتين: تنخفض مستوياته أثناء الطور الحاد.[5]

### زراعة الجرثومة
قد تعتبر زراعة الجرثومة المعيار المرجعي للتشخيص؛ لكن من النادر أن تجرى في الطور الحاد من المرض، ويتطلب إجراؤها أخذ مناسب للعينة وحفظها جيدًا (في الدرجة 70 تحت الصفر).

### الفحوصات المصلية

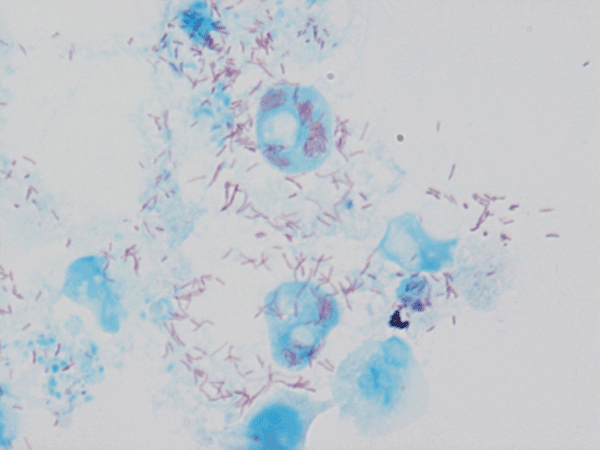
الريكيتسيا الكونورية

تستخدم الفحوصات المصلية لتأكيد التشخيص، لكن لا تكون ذات فائدة إلا بعد انتهاء الطور الحاد، ذلك أنَّ الأضداد لا تكشف إلا متأخرًا (بعد 30 يومًا من بداية الأعراض).
- في اختبار التألق المناعي غير المباشر (IIF) يزداد عيار الأضداد في المصل فقط بعد أسبوعين من العدوى، ويصل لقمته بعد 4 أسابيع. وبعد ذلك تنفخض مستويات الغلوبولين المناعي م وتبقى مستويات الغلوبولين المناعي ج مرتفعة لعدة أشهر. ويكون عيار الأضداد 1:64 أو أكبر من ذلك مشخصًا للمرض. ويمكن استخدام اختبار التألق المناعي غير المباشر لكشف الريكتسية الكورانية في الخلايا البطانية الدورانية بالعزل من الكريات البيض. وتصل الحساسية حتى 50%. ويمكن الحصول على النتائج خلال 3 ساعات.
- في اختبار فايل فيليكس، تصبح النتائج إيجابية بعد 40 يومًا من بداية الأعراض؛ لكن لهذا الاختبار حساسية ونوعية منخفضتين.

- طورت تقنيات مقايسة الامتصاص المناعي المرتبطة بالأنزيم (الإلايزا) لكشف أضداد عديد السكريد الشحمي لجراثيم الريكتسية الكورانية.

- اختبار التألق المناعي المباشر لعينات الخزعة الجلدية مشخص فقط أثناء الطور الحاد من المرض. ويظهر فرط تنسج بطاني وتخثرًا داخل اللمعة وارتشاحًا لمفاويًا محيطًا بالأوعية. هذا الاختبار نوعي وحساس إذا أنجز قبل بداية المعالجة بالصادات الحيوية وقبل اليوم العاشر من المرض.[5]

## العلاج
يمكن علاج المرض باستخدام التتراسيكلين (دوكسيسايكلين هو العلاج المفضل)، كلورامفينيكول، ماكروليد أو كوينولون.

## انظر ايضًا
- حمى الجبال الصخرية المبقعة